# Texaskrassing
Texaskrassing (Lepidium austrinum) är en korsblommig växtart som beskrevs av John Kunkel Small. Enligt Catalogue of Life ingår Texaskrassing i släktet krassingar och familjen korsblommiga växter, men enligt Dyntaxa är tillhörigheten istället släktet krassingar och familjen korsblommiga växter. Arten förekommer tillfälligt i Sverige, men reproducerar sig inte. Inga underarter finns listade i Catalogue of Life.